# Cobra Verde
Cobra Verde  es una película alemana de 1987, dirigida por Werner Herzog y protagonizada por Klaus Kinski, la quinta y última colaboración entre ambos. Esté basada en la novela de Bruce Chatwin El Virrey de Ouidah (The Viceroy of Ouidah, 1980). La película describe la vida de un comerciante de esclavos ficticio. La película se rodó en Brasil, Colombia y Ghana.

## Sinopsis
Francisco Manoel da Silva (Klaus Kinski) es un ranchero brasileño depravado que, a regañadientes, va a trabajar en una compañía minera de oro después de que su rancho se haya arruinado por la sequía.  Cuando descubre que está siendo explotado financieramente, asesina a su jefe y se lanza a la carrera para seguir una carrera como proscrito.  Se convierte en el famoso Cobra Verde (Serpiente Verde), el bandido más cruel del sertão, en Brasil. 
En una visita a la ciudad, da Silva encuentra y somete por fuerza a un esclavo que escapa de una tortura en público, un acto que impresiona al rico barón del azúcar Dom Octávio Coutinho (José Lewgoy).  Dom Coutinho, sin saber que está tratando con el legendario bandido, contrata a Da Silva para supervisar a los esclavos en su plantación de azúcar.  Cuando da Silva embaraza posteriormente a las tres hijas de Dom, el barón del azúcar está furioso, pero la situación se complica aún más cuando descubre que da Silva no es otro que la infame Cobra Verde. 
Como castigo, en lugar de matarlo o procesarlo, Dom Coutinho decide enviar a Da Silva a la imposible misión de reabrir el comercio de esclavos con África occidental.  El bandido sabe que es probable que lo maten en África, pero acepta de todos modos.  Viaja por mar a Dahomey, África Occidental (actual Benín), donde debe negociar con el temible Rey Bossa Ahadee de Dahomey (interpretado por Su Señoría la Omanhene Nana Agyefi Kwame II de Nsein, un pueblo al norte de la ciudad de Axim , Ghana). 
Sorprendentemente, da Silva logra convencer al rey de intercambiar esclavos por nuevos rifles.  Él toma el castillo de Elmina y toma a Taparica (Rey Ampaw), único sobreviviente de la expedición anterior, como socio.  Comienzan a operar el comercio de esclavos a través del Atlántico hasta Brasil.  Pronto, sin embargo, el rey voluble los ha capturado y llevado ante él.  El rey acusa a da Silva de varios delitos de los que no tiene conocimiento, incluido el envenenamiento del galgo del rey, y lo condena a muerte.  Él y Taparica son rescatados la noche anterior a la decapitación de Da Silva por el sobrino del Rey, quien negocia una alianza de sangre con Da Silva, planeando derrocar al Rey.  El ambicioso bandido entrena a un enorme ejército de mujeres nativas y las dirige en una incursión para derrocar con éxito al rey Bossa. 
Contra todas las expectativas, el comercio de esclavos se mantiene con éxito bajo el nuevo Rey, gracias al ingenio de Da Silva.  Sin embargo, da Silva finalmente pierde el favor del nuevo rey y descubre que, mientras tanto, los portugueses han ilegalizado la esclavitud y se han apoderado de sus bienes, y los ingleses le han puesto un precio a su cabeza.  A pesar de la adversidad, da Silva se alegra de que finalmente haya llegado un cambio.  El bandido agotado intenta desesperadamente llevar un bote al agua, pero a pesar de sus mejores esfuerzos, no puede realizar la tarea.  Colapsa junto a la nave mientras la marea baja lentamente.  La película termina con la imagen simbólicamente cautivadora de un hombre africano golpeado por la polio caminando por la orilla, y un grupo de jóvenes nativas cantan entre risas los créditos. 

## Reparto
| Actor            | Personaje                 |
| ---------------- | ------------------------- |
| Klaus Kinski     | Francisco Manoel da Silva |
| King Ampaw       | Taparica                  |
| José Lewgoy      | Don Octavio Coutinho      |
| Salvatore Basile | Capitán Fraternidade      |
| Peter Berling    | Bernabé                   |

## Análisis

### La representación cinematográfica de las fraternidades masculinas y femeninas
Los "leopardos" es la designación que reciben las fraternidades masculinas, y secretas, del antiguo Dahomey, presentes también en el Caribe hoy en día (donde son llamadas “abakua”). Las fraternidades masculinas son vinculadas a la caza, y reciben mucha más importancia por parte del director de la película. Como en su día, los “agentes comerciales” de las grandes metrópolis que operaban en terreno africano en materia de comercio de esclavos, ignoraban casi por completo la existencia de fraternidades femeninas, y centraban sus esfuerzos en tratar de introducirse en las masculinas para, así, entrar en el círculo de confianza de los reyes locales y poder comerciar con ellos y llenar de la forma más ágil posible los barcos con esclavos. Los ritos de iniciación eran muy ligados a la religión. Por tanto, los “agentes comerciales” occidentales, de alguna forma, se estaban iniciando en estas religiones.
Las mujeres, en la historia y en la película, son las grandes olvidadas; no se contempla siquiera la posibilidad de una fraternidad femenina. El guiño que hace la película a estas fraternidades femeninas son el coro de chicas que cantan, al final de la película, y que, de alguna manera, pasan desapercibidas como fraternidad. La asociación femenina es sistemáticamente olvidada.
La contraparte femenina a los “leopardos” son las “sirenas”, denominadas de esta forma porque eran fraternidades vinculadas en gran medida a tareas vinculadas con el agua. Su actividad solía desarrollarse habitualmente de noche, lo cual ayuda a que pasaran desapercibidas y fueran olvidadas por la historia. Se comienza a saber de su existencia con la llegada al continente africano de las primeras antropólogas.

### Funcionamiento del comercio de esclavos

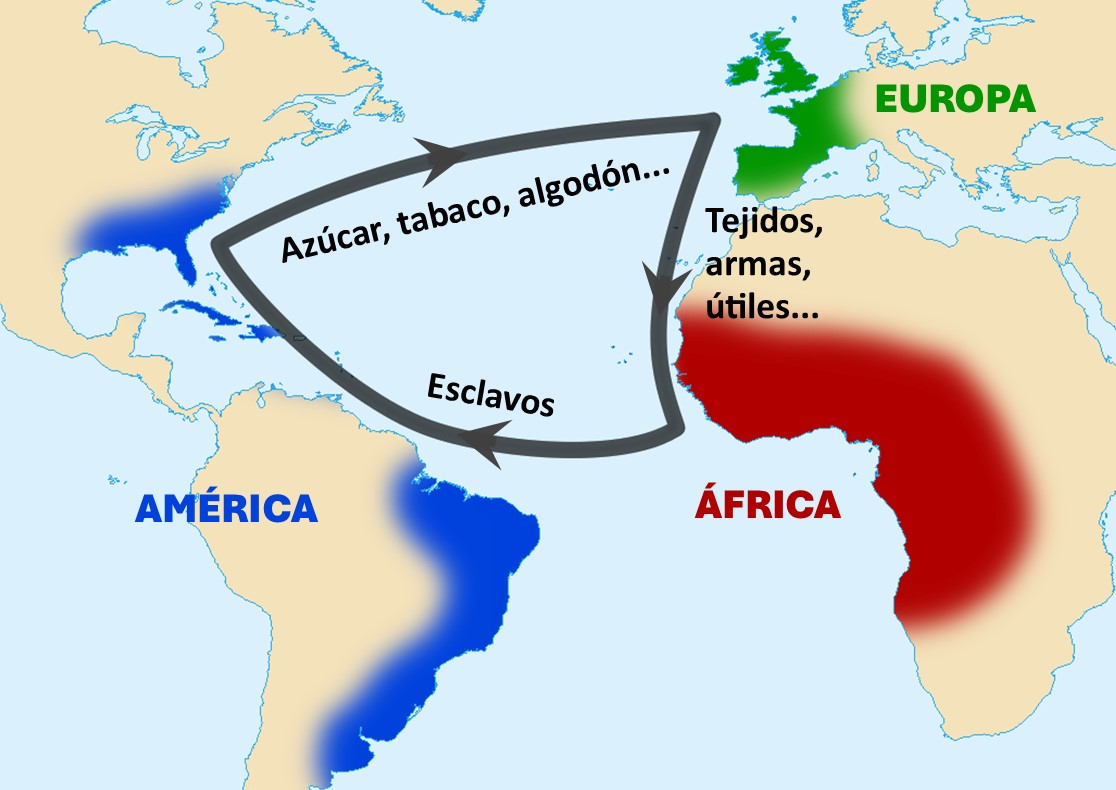
Mapa del comercio triangular.

Primero, se obtenían esclavos del interior de África, proporcionados por los pueblos africanos costeros. Como contrapartida de esta colaboración de los reyes de los países costeros, se les traían productos de las metrópolis.
Cuando no quedan más esclavos en el interior del continente, los reyes africanos, dependientes de productos como telas, perros, manufactura europea, etc., se ven obligados a vender como esclavos también a su propia población. El inconveniente de esta política para los locales es que luego hay falta de soldados, y solo quedan las mujeres, pues toda la población masculina ha sido vendida en el comercio de esclavos.
Así pues, los reyes africanos de los países costeros que colaboraron, con los “agentes comerciales” de las metrópolis fueron, junto con sus pueblos, finalmente, víctimas de un proceso que ellos mismos ayudaron a potenciar.
El comercio de esclavos era triangular y mayoritariamente por vía marítima: los barcos salían cargados de esclavos de África hacia la parte oriental de América del Sur, el Caribe y la Península de Florida. Allí trabajaban como esclavos en plantaciones o en la ciudad. Los barcos eran ahí cargados con azúcar hacia uno de los mayores consumidores de azúcar de la época: Europa. Y de Europa, los barcos volvían a dirigirse hacia África para repetir el mismo proceso.
Como nunca antes en la historia, las metrópolis occidentales encuentran en el cuerpo negro tanto un producto como un productor.
Cabe destacar que, a finales del siglo XIX, Europa se encontraba en un periodo de monarquías salientes y la adopción de sistemas políticos parlamentarios basados en los partidos políticos. Para mantener el negocio colonial, las empresas coloniales trataron de introducir representantes en los partidos políticos, algo que, de una forma u otra, con mayor o menor éxito, lograron, y de lo cual tenemos reminiscencias todavía hoy en día (Banco Hispanocolonial, BBVA).

### Estereotipos sobre la mujer negra
Los estereotipos identificables en la película acerca de la mujer negra son las de una mujer sexualizada (o hipersexualizada), exótica, dócil, seductora y sumisa.
Pero la película está ambientada en un momento en que las mujeres negras todavía no son llevadas a los otros continentes -y ya son esclavizadas-, sino que está ambientada en África en los periodos en que recién se estaban produciendo las negociaciones comerciales de la trata negrera. Los estereotipos  sobre la mujer negra que la película refleja y ayuda, así, a reproducir, tendrían más lógica en caso de que la esclavización ya se hubiera producido –la mujer esclava se supone dócil y sumisa-, pero no necesariamente cuando todavía no ha sido esclavizada. Por tanto, se muestra de forma evidente que es elección del director hacer esta representación de la mujer negra, representación que no se corresponde necesariamente con el momento histórico que pretende visualizar y reflejar.
Además, aparece en la película una tradición con origen en Egipto, donde los faraones, al morir, debían ser enterrados con sus esposas. En la película, una vez se produce la caída del rey, sus propias esposas son las encargadas de asesinarlo, pero también de morir junto a él.

### Diferencias de género entre el hombre y mujer negra esclavos
Con la llegada de la trata negrera, desaparecen las diferencias de género entre el hombre y la mujer negros esclavos, pues no se permite ningún tipo de relación libre entre ellos de cara al amo blanco.
En las metrópolis, esclavizados día tras día, solo gozaban de los domingos, día de evangelización. Los domingos eran utilizados por muchos y muchas para hacer trabajos adicionales en otras fincas y así obtener unos ingresos extra. Mientras que los hombres, con este dinero extra, solían gastarlo en beber o jugar, las mujeres lo acumulaban para poder comprar su propia libertad (y la de sus hijos). Es por esta razón que las mujeres negras esclavas compran mucho antes que los hombres negros esclavos su propia libertad. La ausencia de diferencias de género entre hombres y mujeres esclavos comienza a desdibujarse cuando los hombres negros se liberan y quieren el mismo poder que el hombre blanco, quien tenía dominio sobre la mujer blanca y negra.

## Producción
La película fue filmada en Ghana, Brasil y Colombia.  Herzog le mostró a Kinski fotografías de los lugares donde le gustaría trabajar.  Kinski estaba interesado en algunos paisajes en Colombia, pero Herzog no estaba de acuerdo.  Sin embargo, Kinski hizo el viaje con un grupo de amigos a algunos lugares remotos que lo fascinaban: las estribaciones de la Sierra Nevada de Santa Marta y el Cabo de la Vela, en la península de La Guajira, Colombia.  Herzog finalmente se decidió por Villa de Leyva y Valle del Cauca, en el país sudamericano.  Kinski dijo entonces: "Herzog no sabe que le doy vida al escenario muerto". 
La película se basó en la novela de Bruce Chatwin de 1980 , El virrey de Ouidah , que se basó en el comerciante de esclavos brasileño Francisco Félix de Sousa y su papel en ayudar al rey Ghezo a derrocar a su hermano Adandozan como rey de Dahomey con la ayuda de Ghezo. 

## Tensión entre Herzog y Kinski
Cobra Verde fue la última película que Werner Herzog haría con Klaus Kinski.  Su ahora legendario conflicto de personalidad alcanzó su punto máximo durante la película.  La producción de la película se vio especialmente afectada por los arrebatos de Kinski.  El elenco y el equipo se vieron continuamente acosados por la ira de Kinski, que culminó con el director de fotografía original de la película, Thomas Mauch, que abandonó el proyecto después de un torrente perpetuo de abusos verbales por parte de Kinski.  Herzog se vio obligado a reemplazar a Mauch con Viktor Růžička.
Las opiniones de Herzog sobre Kinski se exploran en profundidad en su retrospectiva documental de 1999, My Best Fiend , donde examina su amistad, el odio asociado y el legado del cual ambas cualidades fueron responsables.  El rodaje de Cobra Verde y la relación de Herzog y Kinski fue también el tema de una película documental suiza de 1987, Location Africa . 